# Caballo andaluz
El caballo andaluz es una raza de caballo originaria de Andalucía, España. Se trata de un caballo ibérico de tipo barroco que está entre las razas equinas más antiguas del mundo. En España también se le conoce comúnmente como "caballo español" y se le denomina oficialmente Pura Raza Española (PRE), porque se considera que el andaluz es el caballo español por antonomasia, a pesar de que existen muchas otras razas equinas españolas. Sin embargo, en la mayoría de países recibe el nombre de "caballo andaluz". El caballo cartujano es una de las líneas de cría más importantes de esta raza.
A lo largo de la historia el caballo andaluz ha tenido un papel fundamental en la formación de razas equinas europeas y americanas, como el caballo hispano-árabe, hispano-bretón, el frisón, el azteca, el lipizzano, el kladruber, el peruano de paso, el mustang, el Alter Real y el lusitano.

## Antecedentes históricos

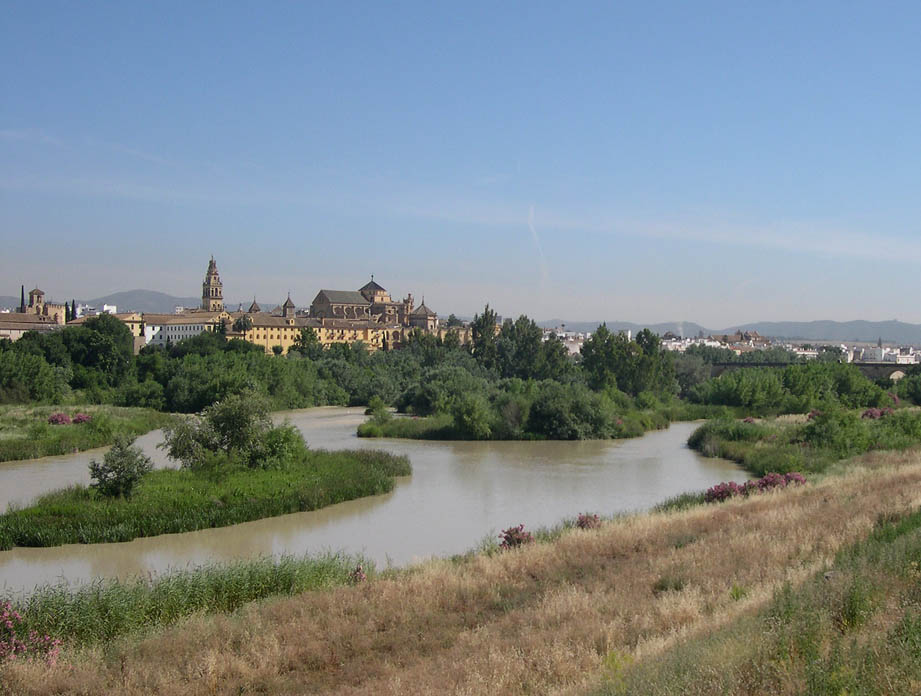
El Guadalquivir a su paso por Córdoba.

Desde la Antigüedad los caballos de la Bética fueron muy apreciados en el circo romano y han tenido gran fama. En la Edad Media, en la actual Andalucía había tantos caballos que Abderramán I, el año 780, otorgaba seguro y paz a los mozárabes granadinos mediante un pacto, que les obligaba a pagar anualmente 10 000 onzas de oro, 10 000 libras de plata, 10 000 cabezas de los mejores caballos. Durante el Califato de Córdoba fue muy importante la yeguada de la corte de los omeyas, así como la yeguada de Almanzor y sus jinetes bereberes. Se tiene noticia de la yeguada del califa Alhakén gracias a la crónica en la que Ziyad Ibn Aflah, caballerizo del califa y zalmedina de Medina Azahara, ensalza la calidad de los potros que anualmente se concentraban en la almunia Amiriya, procedentes del destete de las más de 3000 yeguas que tenía el califa en las marismas, junto a 500 sementales, en un claro paralelo con la posterior Saca de las Yeguas.
Dada la calidad de los caballos del sur de la península ibérica, desde el siglo XIII hasta el XIX los reyes establecieron la prohibición de cruzar las yeguas con asnos, en Andalucía, Extremadura y Murcia, estableciendo una "raya real" al sur de la cual estaba prohibido el mestizaje de los équidos, para preservar su pureza.
El Reino de Córdoba fue especialmente célebre por sus caballos. En él hubo dos linajes dedicados a la cría caballar. Los Mexía, señores y luego condes de Santa Eufemia, fueron famosos ganaderos desde el reinado de los Reyes Católicos, destacando en la cría de caballos tordos. Don Rodrigo Mexía el Viejo proveyó de caballos al rey Carlos I entre 1520 y 1530 y enseñó por mandato real a los gobernadores de Castilla su sistema de cría aprendido de su padre Don Gonzalo.
Por otro lado fueron renombrados los caballos "guzmanes" o "valenzuelas", que tuvieron su origen en un semental bereber que compró Luis Manrique, de la Orden de Calatrava en Córdoba, a un tal Guzmán. A la muerte de Manrique, sus caballos pasaron por las manos de Martín Fernández de Córdoba Ponce de León, nieto del Conde de Cabra, quien regaló la piara al Gran Capitán que, a su vez, la dejó a Juan Valenzuela, en cuya familia permaneció hasta ser adquirida por Luis Gómez de Figueroa. Esta yeguada decayó irreparablemente durante la Guerra de la Independencia. De esta línea de cría poseyeron caballos el duque de Osuna, el duque de Arcos, el conde de Medellín y el duque de Medinaceli, entre otros magnates.

## Historia

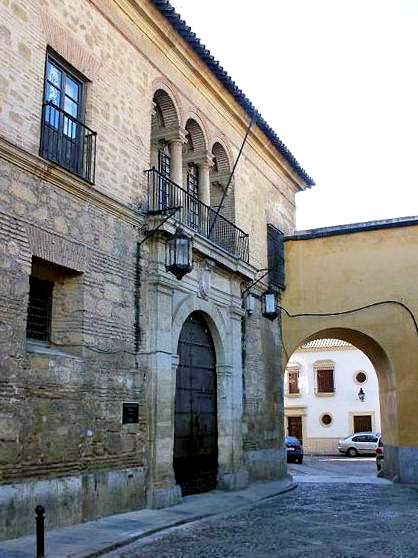
Caballerizas Reales de Córdoba.

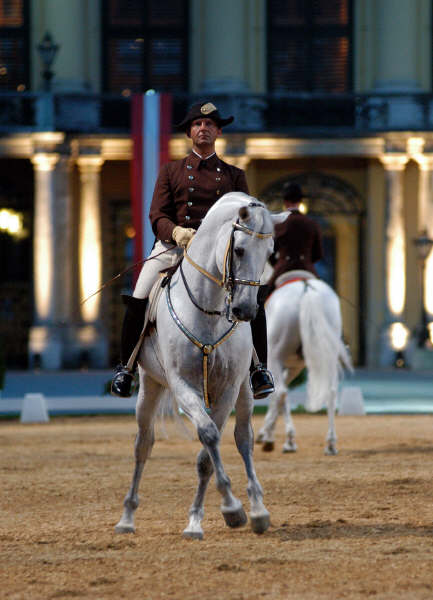
Caballo lipizzano, raza creada a partir de caballos andaluces.

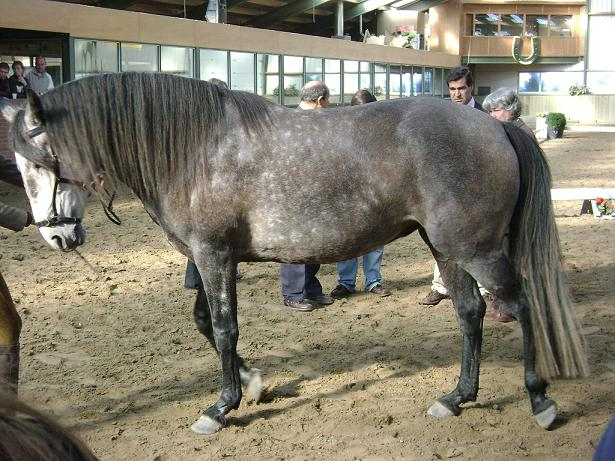
Caballo lusitano, caballo andaluz ligero criado en Portugal, con libro y denominación propia desde 1966. El lusitano es un caballo andaluz de perfil subconvexo y grupa redondeada ligeramente inclinada.

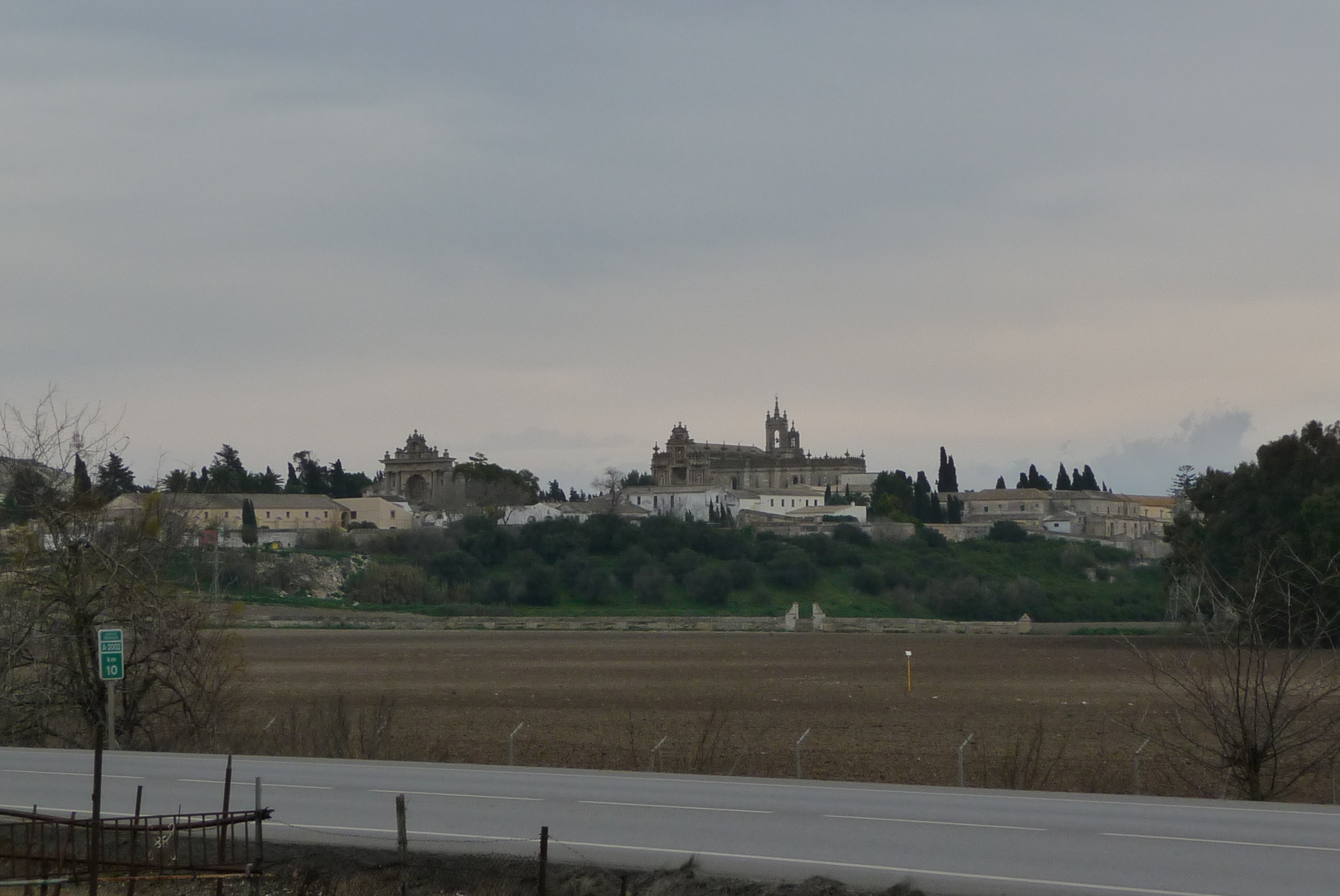
Cartuja de Jerez, famosa por sus caballos cartujanos, a quienes dio nombre.

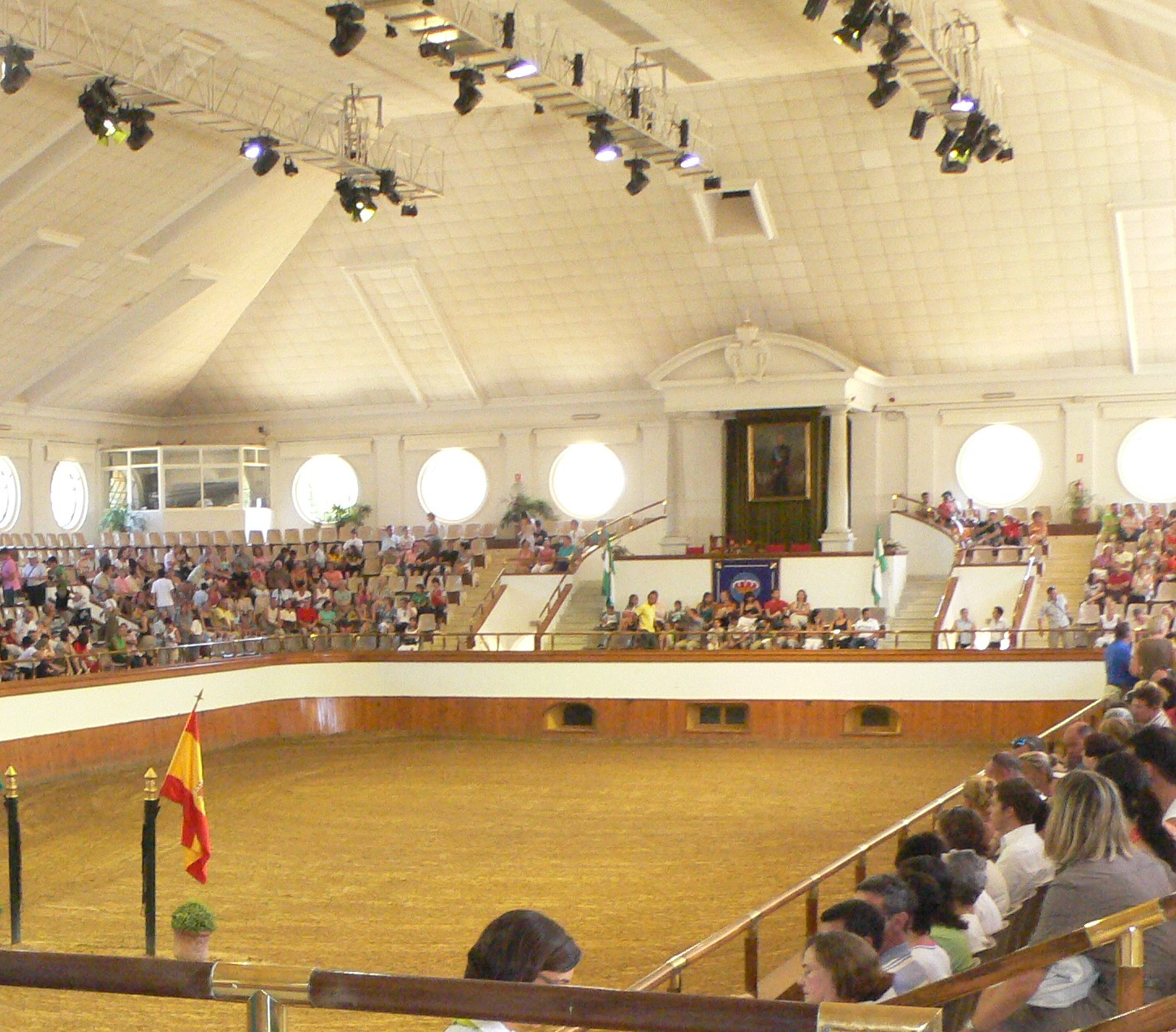
Picadero de la Real Escuela Andaluza del Arte Ecuestre, en Jerez.

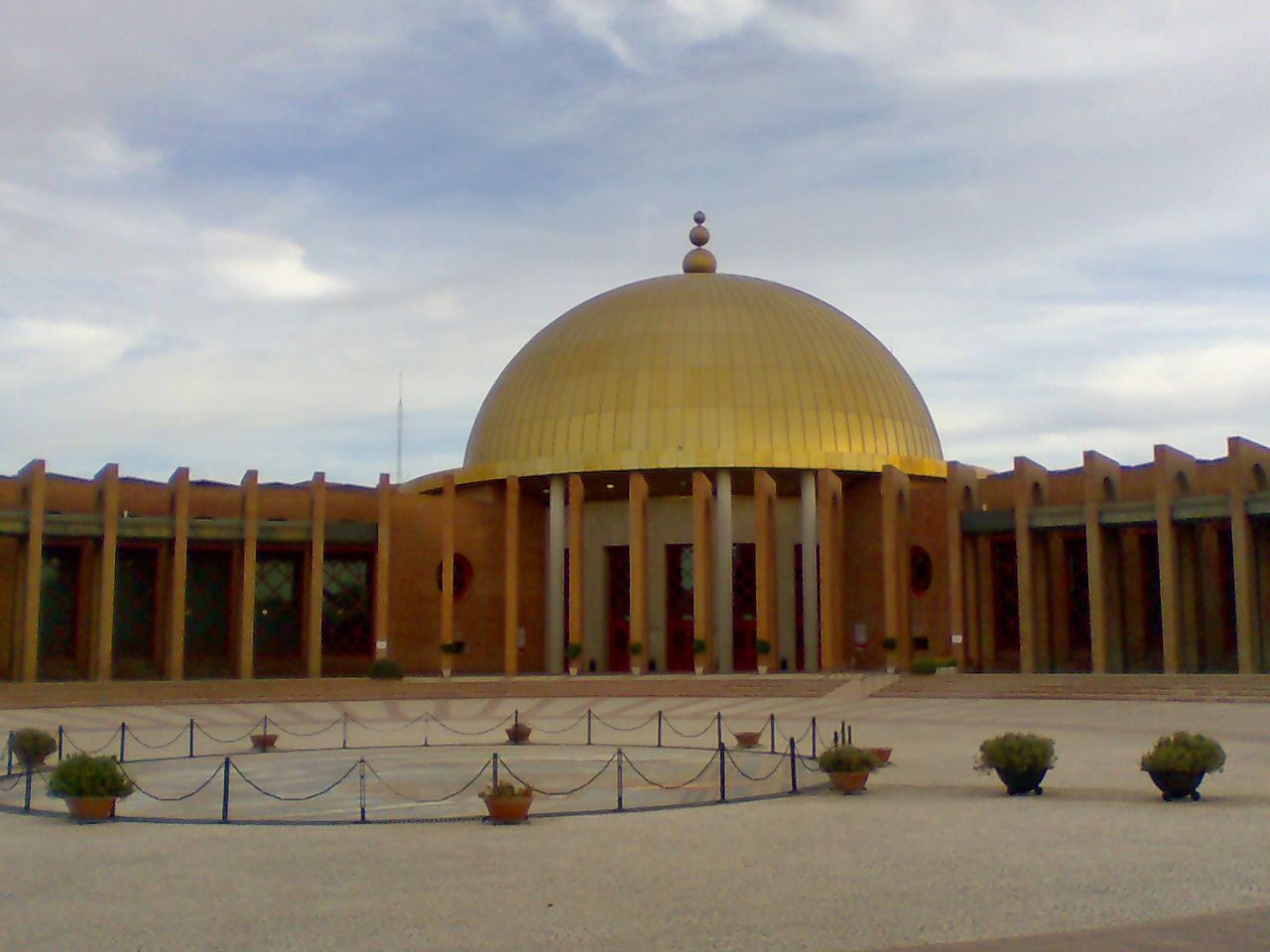
Palacio de Congresos y Exposiciones de Sevilla, donde se celebra anualmente el Salón Internacional de Caballo (SICAB).

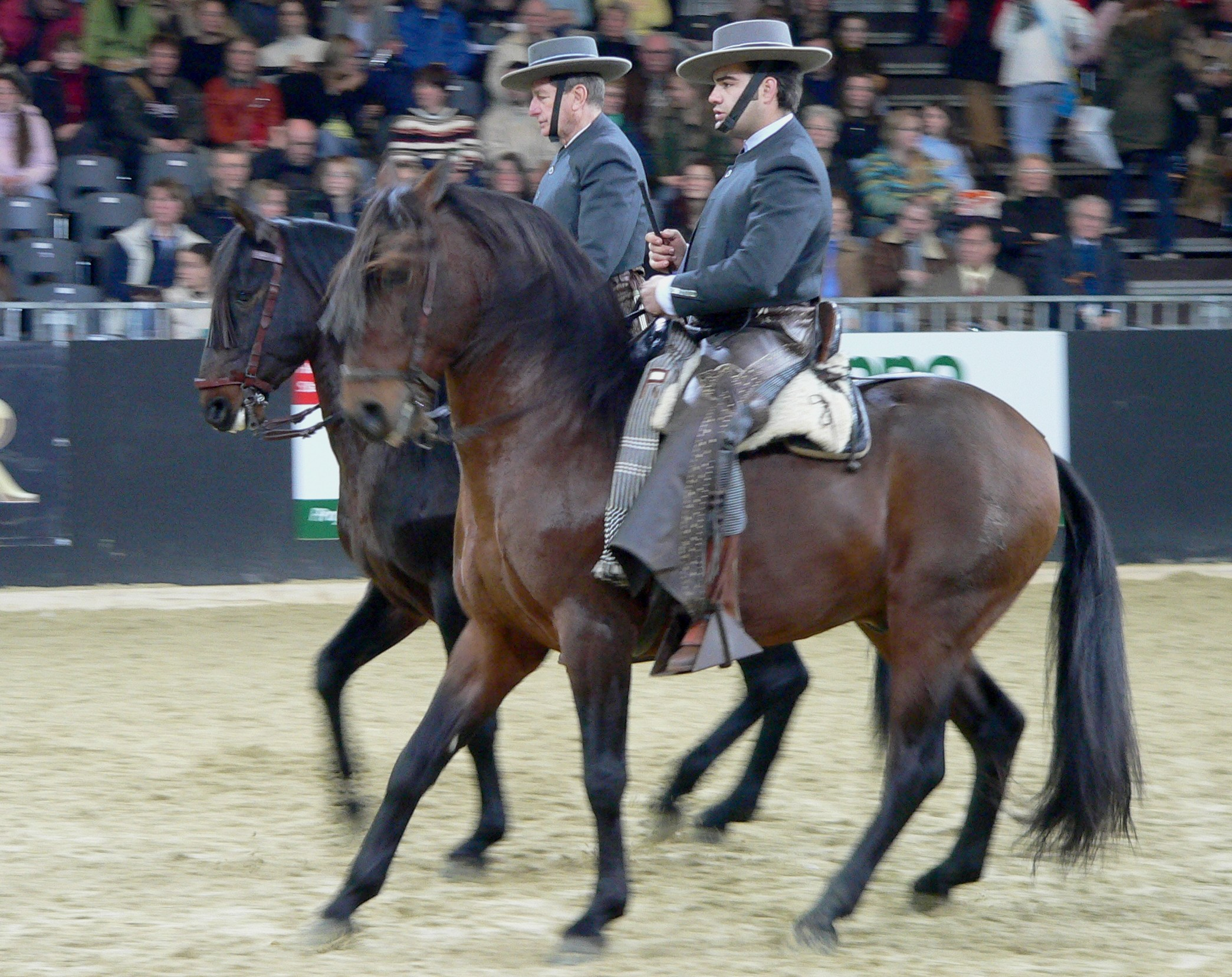
Dos jinetes sobre caballos andaluces en una exhibición de doma vaquera; vestidos de corto (traje de faena compuesto por calzonas, botos con espuelas, zahones, chaquetilla corta y sombrero de ala ancha) sobre montura vaquera (cabezada vaquera, ahogadero y mosquero, riendas con bocado de trabajo, silla y estribos vaqueros).

En el siglo XVI Felipe II encargó a Diego López de Haro y Guzmán (1531-1598), la creación de las Caballerizas Reales de Córdoba, donde agrupó los mejores sementales y yeguas de las tierras que bordean el Guadalquivir, siendo esta yeguada real el origen de la raza del caballo andaluz. En el nombramiento del marqués como caballerizo en 1567 dice el rey:

[...] hemos acordado de sostener y criar un buen número de yeguas de vientre con sus potros y crías en la Ciudad de Córdoba y otras partes y lugares de Andalucía.

Las caballerizas se hicieron depender de la Junta de Obras, Jardines y Bosques y para la empresa se dedicaron, entre otros, fondos económicos provenientes de la explotación de salinas andaluzas. En 1576 las caballerizas contaban con 50 empleados y
110 plazas y en la década de 1580, 600 yeguas pacían en las dehesas de Córdoba, 400 en las de Jerez y 200 en las de Jaén. En palabras del marqués:

La bondad de la raza de caballos de Córdoba, es cosa de mayor grandeza que tiene su Majestad en sus Reinos.

A la muerte del I marqués, el cargo de "Caballerizo Mayor de las Reales Caballerizas de Córdoba" pasó a su hijo, permaneciendo como cargo hereditario en el mayorazgo de la Casa del Carpio desde 1625, por concesión real a su nieto. La corona también tenía la Yeguada Real de Aranjuez, formada por las yeguas de la Orden de Santiago, cuyo patrimonio había revertido en la corona, y otro rebaño en Valladolid. Sin embargo su calidad no era comparable con la Yeguada de Córdoba.
De hecho en 1605, Cervantes, en el capítulo XXIV del Quijote da por hecho que Córdoba es la madre de los mejores caballos del mundo. Asimismo, en el capítulo XV de dicha novela, hace alusión a la gallardía de las yeguas cordobesas con las siguientes palabras: 

No se había curado Sancho de echar sueltas a Rocinante, seguro de que le conocía por tan manso y tan poco rijoso que todas las yeguas de la dehesa de Córdoba no le hicieran tomar mal siniestro.

En todo el Siglo de Oro no hubo duda de la excelencia de los caballos andaluces. Lope de Vega en su comedia Los comendadores de Córdoba recoge no solo la fama de los caballos cordobeses sino también la de sus jinetes. Del mismo modo la citada obra de Lope de 1610 y la Fábula de Polifemo y Galatea de Góngora de 1612, dedicada al conde de Niebla, son un testimonio excepcional de la denominación histórica "caballo andaluz". 
Por estas fechas los caballos andaluces eran muy apreciados dentro y fuera de España, teniendo propietarios como Don Juan de Austria, los reyes de Francia, el Duque de Baviera, el emperador Maximiliano II y su hermano el archiduque Carlos. Estos dos últimos crearon el caballo lipizzano a partir de caballos andaluces ligeros y la Escuela Española de Equitación en Viena, siguiendo la doma española tradicional.
En esta época surgieron las maestranzas de caballería, corporaciones nobiliarias cuyo principal fin era el ejercicio de la monta a la brida y a la jineta, que en algunos casos construyeron y sostuvieron sus propias plazas de toros. Las maestranzas surgieron en Andalucía con la creación de la de Ronda en 1573, la de Sevilla en 1670, de Granada en 1689, la de Carmona en 1728, la de Antequera, del mismo año, la de Jerez en 1739 y se intentaron constituir otras en Jaén y Utrera, en 1731 y 1732 respectivamente, pero fueron denegadas por la Junta de Caballería. Las maestranzas también se extendieron fuera del territorio andaluz, con la fundación de la de Valencia en 1697, la de Palma de Mallorca en 1758 y de Zaragoza en 1819. El artículo primero de los estatutos de la Maestranza de Granada, redactados en 1764, es otro ejemplo de la denominación histórica de esta raza como "caballo andaluz":

[...] y para que los caballos andaluces que han hecho la milicia española superior a la de todas las naciones, no descaezcan de la excelencia en que se constituyen por la hidalguía de sus razas, y primor de su doctrina [...]

En 1751 se produjo un grave incendio en las caballerizas de Córdoba, por lo que Fernando VI ordenó reconstruirlas, finalizándose la obra en tiempos de Carlos III, quien colocó sus armas en la fachada. Ese mismo año José I de Portugal quiso crear una yeguada nacional en su reino, para lo cual adquirió 33 yeguas y 2 sementales andaluces. En 1753 la cabaña tenía ya 268 individuos, principalmente de capa castaña, origen de la raza llamada Alter Real.
Los avatares políticos del siglo XIX en España, causaron grandes daños en la cabaña equina nacional. Con motivo de la Invasión Francesa, en 1808 las yeguas de las Caballerizas de Córdoba fueron trasladas a las Islas Baleares para preservarlas del expolio napoleónico. Terminada la Guerra, en 1814 no regresaron a Córdoba sino que pasaron a la Yeguada de Aranjuez, quedando las caballerizas cordobesas como depósito de sementales. Además de esto Córdoba perdió importancia porque el rey Fernando VII apoyó la Yeguada de las Lomas de Úbeda en 1820 y suspendió la prohibición de cubrir yeguas con garañón al sur de la "raya real", lo que favoreció el uso de la mula en el enganche de coches y diligencias, que en el sur de la península ibérica anteriormente solo se utilizaba en labores del campo. Además su hermano el Infante Carlos, presidente de la Junta Suprema de Caballería y partidario de cruzar yeguas andaluzas con otras razas europeas, como el caballo normando, el trakelner, el holstein y el hannoveriano, creó las yeguadas de Cazorla y de Sevilla en 1828 y 1830 respectivamente, lo que causó un grave deterioro genético a la cabaña. 
Como contrapartida a mediados de siglo se crearon las Escuelas de Veterinaria de Zaragoza, León y Córdoba, esta última en 1847, dependiente de la Universidad de Sevilla y dedicada especialmente al cuidado y mejora del caballo. Asimismo en 1864, por iniciativa del lojeño Narváez, el Ramo de Guerra se encargó de la cría y del fomento caballar nacional. Además, muchos ganaderos andaluces no habían practicado esos cruces, por lo que fue posible recuperar la pureza original de la raza, cuando en 1893 el Ministerio de Guerra decidió organizó la cría caballar en España, ubicando la yeguada nacional, luego militar, en el palacio de Moratalla, en Hornachuelos y Posadas. Para la recuperación del caballo andaluz se utilizaron 18 yeguas procedentes de Córdoba, Montilla y Jerez de la Frontera. En el último tercio del siglo XIX funcionaban los depósitos de sementales de Córdoba, Úbeda, Jerez y Valladolid y en los primeros años del siglo XX se fundaron otros en Alcalá de Henares, Hospitalet de Llobregat, Garrapinillos, Bétera, León y Santander. 
En 1912 Cría Caballar, que dependía del Ejército, abrió en España el primer libro para inscribir los caballos de raza árabe, pura raza inglés y anglo-árabe, decidiendo inscribir a los tradicionalmente llamados caballos andaluces como Pura Raza Española, más tarde abreviado como PRE. En los años 1920 la yeguada nacional de Moratalla se amplió en Medina Sidonia y luego en Jerez. Durante la Segunda República la competencia en la cría y el fomento caballar se trasladó al Ministerio de Fomento y posteriormente al Ministerio de Agricultura.
Durante la dictadura franquista la yeguada nacional pasó a llamarse yeguada militar. En 1956 se sacó de la Hacienda de Moratalla y se trasladó a Écija, a la fincas de La Turquilla y de La Isla; a Jerez, al Cortijo de Vicos y a la finca de Garrapilos; a Ibio, y a Lore-Toki (en San Sebastián). Además se abrieron nuevos depósitos de sementales en Manacor y Hoya Fría (en Tenerife). En este periodo, en que se impuso definitivamente la locomoción en las labores del campo y en la tracción de vehículos, la raza de caballos andaluces se conservó gracias a algunos ganaderos, andaluces y extremeños fundamentalmente, como son Terry, Bahones, Guerrero, Pallarés, Romero Benítez, Escalera,
Miguel-Romero,Miura y Blasco Balbuena, entre otros. Asimismo fue muy importante la labor de la Federación Hípica Española, del laboratorio de locomoción de la Facultad de Veterinaria de la Universidad de Córdoba y de Álvaro Domecq, así como la promoción de la raza que hizo la Feria del ganado de Jerez, que pasó a denominarse Feria del Caballo.
A partir de 1966 España impidió a Portugal inscribir en su libro a sus caballos, por lo que el país luso eligió dar a sus caballos andaluces una nueva denominación: caballo lusitano, en recuerdo de la antigua Lusitania. Portugal abrió su propio registro, que permaneció abierto hasta 1980 y que volvió a abrir entre 1996 y 1999, para refrescar la sangre nuevamente con caballos andaluces. 
En 1972 se constituyó con sede en Sevilla la Asociación Nacional de Criadores de Caballos Españoles (ANCCE). En 1973 el Ayuntamiento de Jerez creó el premio Caballo de Oro, que concedió a Álvaro Domecq y en cuyo acto de entrega se estrenó el espectáculo "Cómo bailan los caballos andaluces", ideado por el propio Domecq, con la asistencia del Príncipe de España. Este espectáculo fue el origen de la Fundación Real Escuela Andaluza de Arte Ecuestre.
Entre 1989 y 1992 se produjo en España un brote de peste equina que afectó a la cabaña de caballos andaluces. En 1990 el Ministerio de Hacienda trasladó la yeguada del Bocado, de Terry, a la dehesa de la Fuente del Suero, ambas patrimonio expropiado a RUMASA, donde permanece. Desde 1991 la ANCCE organiza en Sevilla la última semana de noviembre el Salón Internacional de Caballo (SICAB), con un importante concurso morfológico. 
En 1995 las caballerizas de Córdoba perdieron su uso como depósito de sementales, permaneciendo vacías desde entonces. En 1996 se inauguró el Museo del Caballo de Jerez y algo después el Museo de Carruajes de Sevilla. Ese mismo año se creó Córdoba Ecuestre, que organiza el concurso CABALCOR y en 2002 se celebraron los Juegos Ecuestres mundiales en Jerez. 
En los últimos tiempos varios caballos andaluces han participado en los Juegos Olímpicos en la modalidad de doma, obteniendo diploma olímpico, bronce individual y plata por equipos en Atlanta 1996, Sídney 2000 y Atenas 2004. Asimismo es frecuente su presencia en raids.

## Características

Piaffé
Paso español
passage
Trote
Galope

## Utilidad
El caballo andaluz es fácil de montar, por lo que se utiliza como caballo de paseo. Se usa en las disciplinas de la doma clásica, doma vaquera y en el rejoneo. En la doma clásica destaca por su buena cabeza, excelente trote, buena reunión, piaffé y passage casi perfecto. Por el contrario, pierde mucho en alargamientos y paso.

## Cría
La cría del caballo andaluz se centra en España, aunque existen buenas yeguadas por todo el mundo. El sistema de cría se basa en manadas de yeguas que viven sueltas en estado de semi libertad. Algunos potros son vendidos al destete y otros permanecen en la yeguada y empiezan a ser domados a los tres años o cuatro cuanto más adulto más preparado está para la preparación de la doma 
En las yeguadas es frecuente que los machos lleven el nombre de la madre en masculino; por ejemplo, que el hijo de Vinatera se llame Vinatero. Sin embargo, a todas las hembras nacidas en la yeguada el mismo año, se les pone un nombre que empieza por la misma letra y que pueda utilizarse en masculino para los potros que nazcan de ellas.
El caballo andaluz, desde su nacimiento muestra lo imponente que es, sus características fenotípicas lo hacen un animal firme, confiable y seguro.

## Competición
Durante todo el año se realizan concursos morfológicos en que los caballos son juzgados por sexo y edad. Los ejemplares de ambos sexos participan en los concursos de manera individual, aunque las yeguas pueden participar en cobras. Además de a la morfología se da importancia a la funcionalidad. De hecho, el 25% de la nota de los machos de más de 4 años depende de una prueba de doma. Los ganadores de estos concursos quedan clasificados para la final del SICAB, que se disputa en noviembre en el Palacio de Congresos y Exposiciones de Sevilla. El SICAB es el acto más importante dentro del mundo del caballo andaluz. En él tiene lugar la final del Campeonato de España de Pura Raza Español, así como subastas, espectáculos, conferencias, etc